# Session
Session是澳大利亚的一款端对端加密的即时通讯软件，是一款免费的消息应用程序，是Oxen计划的一部分。与其他端对端加密的聊天软件相比，其特点是不需要提供手机号码或者电子邮件即可注册。这一点可以保护您的詮釋資料、加密通信并确保您的消息活动不会留下任何痕迹。
Session官方声称Session应用程序是去中心化的，不会收集用户数据。
Session fork 自 Signal 项目，使用和 Signal 相同的端对端加密技术，但是所有消息都通过3个节点匿名加密传递。
Session 目前支持 Windows、macOS、Linux、Android、iOS操作系统。
据官方信息得知Session 使用 Libsodium （页面存档备份，存于）（这是一个经过严格测试、广泛使用且备受推崇的加密库。）
Session 中的对话是端到端加密的。当您使用 Session 时，通信人员的身份也会受到保护。你可能不知道对方是谁。Session 可确保您的通信私密、安全且匿名。白皮书PDF版 （页面存档备份，存于）
Session 用户可以使用 PIN 码 加密本地 Session 数据库。任何人在不知道您的 PIN 码 的情况下无法访问您的消息及打开软件。
Session 使用密码学处理密钥（私钥＆公钥）
服务节点是社区运营的节点，它们构成了 Oxen 网络。目前网络中有超过 1,000 个节点。这些服务节点负责存储和路由您的会话消息。

## 原理
使用 Session 时，您的消息将通过类似于 Tor 的去中心化洋葱路由网络 （页面存档备份，存于）（但有几个关键区别）发送到目的地，使用我们称为洋葱请求的系统。洋葱请求通过确保没有任何单个服务器知道消息的来源和目的地来保护用户隐私。

## 安全认证
Session通过了 Quarkslab 审核。审核结果已公示。（PDF版 （页面存档备份，存于））

## 与传统应用的区别
Session 是去中心化应用，无法存储有关您身份信息的 中央服务器（无），因此无法使用的用户名和密码方法登录您的帐户。您在注册时会出现12位或24位密钥，您的恢复短语是一个助记符种子，可用于将您现有的恢复密钥恢复到新设备。
使用恢复短语进行恢复时，会话将恢复过去 14 天内发送的所有消息。如果您的消息未被恢复（显示），大部分原因是因为它们已超过 14 天。

## 数据安全＆隐私问题
1. Session 是 Oxen Privacy Tech Foundation 的一个项目，如果法庭命令将针对该基金会。OPTF 将遵守合法的法院命令但是基金会根本无法访问这样做所需的数据，还有OPTF 不能透露用户身份。会话 ID 的创建不使用或需要电子邮件地址或电话号码。（你是匿名的）会话 ID（即公钥）会被记录下来，但公钥与个人的真实身份之间没有任何联系。而且由于 Session 的去中心化网络，也无法将会话 ID 链接到特定的 IP 地址。
2. 假如OPTF被迫，OPTF 所能提供的最多只是一些无关紧要的信息，例如 getsession.org 网站的访问日志或 Apple App Store 或 Google Play Store 收集的统计数据。

（因此你的信息并不会被任何人监视）